# Kara-Terek
Kara-Terek (en rus: Кара-Терек) és un poble (un aül) de l'óblast d'Omsk, a Rússia, que en el cens del 2010 tenia 307 habitants. Pertany al districte rural de Mariànovka.